# Нептунус (линейный корабль, 1736)
«Нептунус» — парусный линейный корабль Балтийского флота Российской империи, один из кораблей типа «Пётр Второй», участник русско-шведской войны 1741—1743 годов.

## Описание судна
Один из девятнадцати парусных 54-пушечных линейных кораблей типа «Пётр II», строившихся с 1724 по 1768 год на верфях Архангельска и Санкт-Петербурга. Всего в рамках серии было построено девятнадцать линейных кораблей.
Длина корабля по сведениям из различных источников составляла 43,57—43,6 метра, ширина от 11,6 до 11,7 метра, а осадка от 5,1 до 5,5 метра. Вооружение судна составляли 54 орудия, включавшие восемнадцати-, восьми- и четырёхфунтовые пушки, а экипаж состоял из 440 человек.

## История службы
Линейный корабль «Нептунус» был заложен на Соломбальской верфи 29 марта (9 апреля) 1735 года и после спуска на воду 29 июня (10 июля) 1736 года вошёл в состав Балтийского флота России. Строительство вёл кораблестроитель К. Брандт.
В июне и июле 1737 года совершил переход из Архангельска в Кронштадт, после чего был направлен в практическое плавания в Финский залив до Ревеля с целью испытания своих мореходных качеств. В 1740 году вновь выходил в практическое плавание до Ревеля в составе эскадры. 
Принимал участие в русско-шведской войне 1741—1743 годов. С июня по август 1741 года находился в составе эскадры, стоявшей на Кронштадтском рейде, и использовался в качестве учебного судна. С июня по сентябрь следующего 1742 года выходил в крейсерские плавания в Финский залив в составе эскадры под командованием вице-адмирала З. Д. Мишукова, эскадра в активных боевых действиях участия не принимала, однако «Нептунусом» в гельсингфорских шхерах было захвачено два призовых шведских судна. 30 апреля (11 мая) 1743 года корабль в составе эскадры контр-адмирала Я. С. Барша ушёл из Ревеля в крейсерское плавание в Финский залив. С 7 (18) по 8 (19) июня принял участие в перестрелках с неприятельским флотом у Гангута. После этого до 20 (31) октября продолжил участие в крейсерском плавании.
В 1744, 1746, 1747 и 1748 годах принимал участие в практических плаваниях эскадр кораблей Балтийского флота в Финском заливе и Балтийском море.
В июне и июле 1749 года находился составе эскадры, перевозившей имущество русского экспедиционного корпуса из Данцига в Ревель. В 1750 году вновь принимал участие в практическом плавании эскадры кораблей Балтийского флота в Балтийском море.
Корабль «Нептунус» был разобран Кронштадте в 1752 году.

## Командиры корабля
Командирами линейного корабля «Нептунус» в разное время служили:
- капитан полковничьего ранга И. Г. Черевин (1737 и 1740 годы)[комм. 6][11];
- капитан Я. Фастиг (1742 год)[12];
- лейтенант майорского ранга Ф. Лавров (1742—1744 годы и до 10 (21) июля 1746 года)[13];
- лейтенант майорского ранга А. Анхворов (с 10 (21) июля 1746 года до 1747 года)[14];
- лейтенант майорского ранга Г. Кривской (1748 год)[15];
- лейтенант С. Дубровин (1750 год)[9].

### Комментарии
1. ↑  Также в серию входили линейные корабли «Пётр Второй» (головной корабль проекта), «Выборг», «Новая Надежда», «Северная Звезда», «Азов», «Астрахань», «Святой Андрей», «Кронштадт», «Святой Пантелеймон», «Святой Исаакий», «Святой Николай», «Шлиссельбург», «Азия», два корабля «Город Архангельск» 1735 и 1761 годов постройки, два корабля «Варахаил» 1749 и 1752 годов постройки и корабль «Нептунус» 1758 года постройки.
2. ↑  143 фута.
3. ↑  38 футов.
4. ↑  16 футов 7 дюймов.
5. ↑  Или К. Брант.
6. ↑  По росписанию был назначен командовать другим кораблем «Святой Андрей», однако фактически командовал «Нептунусом».